# LVCI 51–60
Die LVCI 51–60 waren Dampflokomotiven der Lombardisch-venetianischen und central-italienischen Eisenbahn-Gesellschaft (LVCI), einer privaten Bahngesellschaft Österreich-Ungarns.
Die zehn Lokomotiven wurden von Köchlin 1857/58 an die LVCI geliefert.
Sie erhielten die Namen „MERCURIO“, „BACCO“, „GANYMEDE“, „GIANO“, „APOLLO“, „ULISSE“, „ORAZIO“, „ARISTOFANE“, „SOFOCLE“ und „PLUTARCO“.
Die Südbahngesellschaft (SB) übernahm diese Loks in ihren Bestand als Reihe 4.
1867 kamen die zehn Lokomotiven zur Strade Ferrate Alta Italia (SFAI).
Über die Rete Adriatica kam 1905 noch ein Stück zur FS als 1197.
Die anderen neun Maschinen wurden von der RA von 1898 bis 1903 ausgemustert.